# Ion Pop-Reteganul Emlékház
A rettegi Ion Pop-Reteganul Emlékház műemléknek nyilvánított múzeum Romániában, Beszterce-Naszód megyében. A romániai műemlékek jegyzékében a BN-IV-m-B-01750 sorszámon szerepel.

## Története
Az 1866-ban épült házban 1955-ben a Román Akadémia kolozsvári fiókjának égisze alatt rendezték be a múzeumot.

## Leírása
A múzeumban Ion Pop-Reteganul (1853–1905) néprajzkutató bútorait, kéziratait, leveleit, műveit állították ki.